# 알크메네스
알크메네스(고대 그리스어: Ἀλκαμένης, 영어: Alcmenes, 재위 : 기원전 740년 - 기원전 700년)는 스파르타 아기스 왕조의 왕이다.

## 생애
알크메네스는 선왕 텔레클로스의 아들이며, 후대의 왕 폴리도로스의 아버지이다.
알크메네스는 아카디아 인이 살았던 에우로타스 강 하구의 도시 엘로스를 파괴하고, 이 도시를 원조했던 아르고스와 싸워 승리했다. 또한 그의 통치 때 스파르타는 카르미다스를 크레타까지 파견하여 내란을 종식시켰다.
제1차 메세니아 전쟁의 서전이 된 기원전 743년, 알크메네스는 선전포고도, 국교단절 통지도 없이 메세니아에 쳐들어가 요지로 꼽히며, 당시 완전 무방비 상태였던 암페이아를 야습으로 점령했다. 그러나 그는 전쟁의 끝을 보지 못하고 죽게된다.